# Adriers
Adriers est une commune du centre-ouest de la France, située dans le département de la Vienne  en région Nouvelle-Aquitaine.

## Géographie

### Localisation
La commune est limitrophe du département de la Haute-Vienne.
C’est l’une des plus vastes communes du département. Elle mesure 11 km sur 11 km dans ses plus grandes dimensions.

### Communes limitrophes
| Persac, Nérignac                             | Moulismes            | Plaisance                             |
| Moussac                                      | Adriers              | Lathus-Saint-Rémy                     |
| L'Isle-Jourdain, Millac (par un quadripoint) | Mouterre-sur-Blourde | Val-d'Oire-et-Gartempe (Haute-Vienne) |

### Géologie et relief

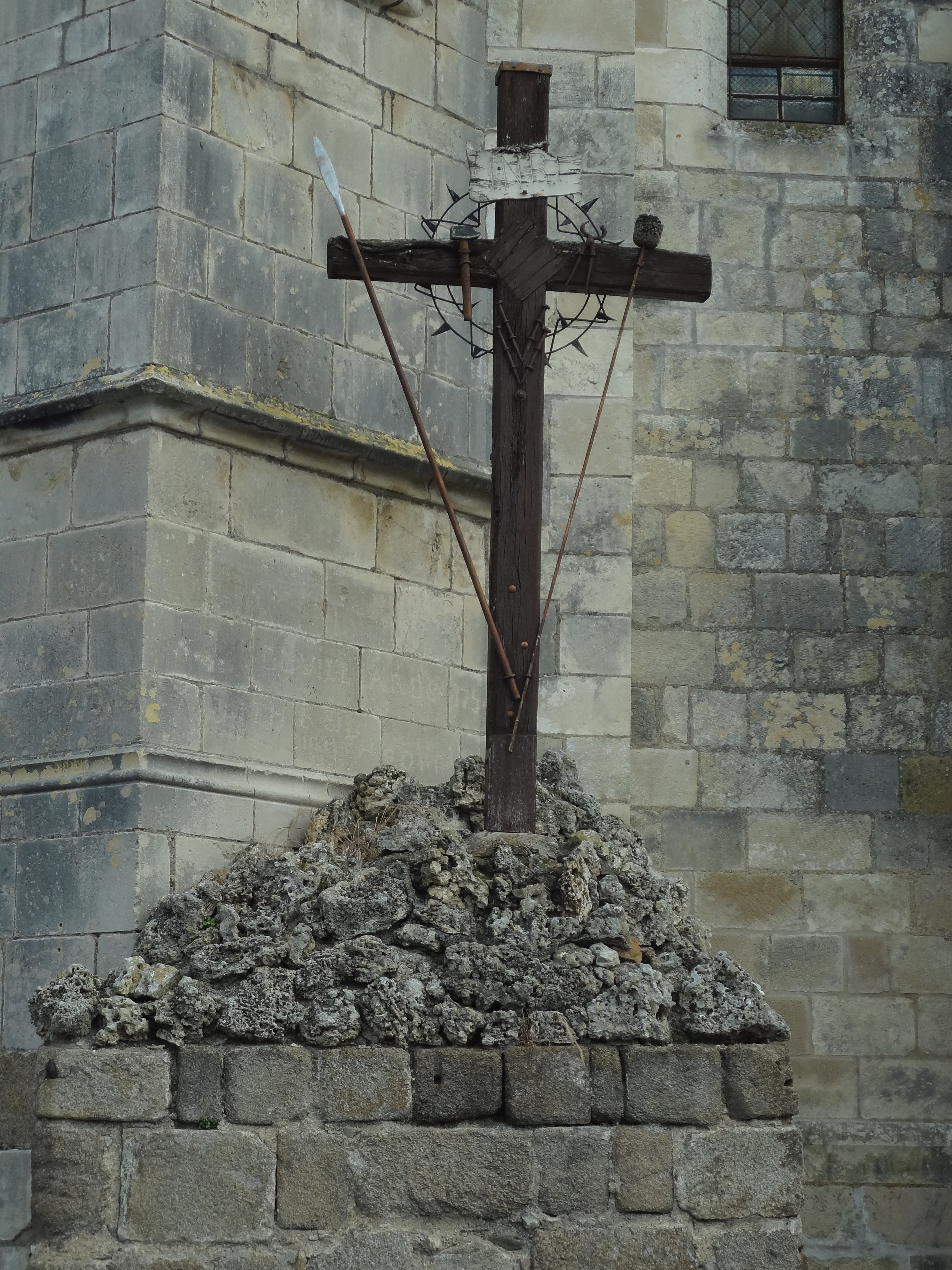
Calvaire sur la place de l'église.

Sur la commune d'Adriers, entre Adriers et le hameau de Prun, qui est situé à 5 km au nord-ouest d'Adriers, se trouve le Signal de Prun. Il constitue le point culminant du département de la Vienne à 231 mètres (46° 17′ 00″ N, 0° 47′ 00″ E) classé 93e des points culminants des départements français (chemin de randonnée -pratiqué UECP).
En 2006, les paysages de la commune sont formés de bocages et de vallées. 92 % de la surface du territoire est couvert par des cultures, 6 % par des forêts et des milieux semi-naturels, 1 % par des surfaces en eau, et enfin, 1 % par des surfaces artificialisées par l'homme (le bourg, la voirie...).
Le territoire de la commune est composé, sur les collines et plateaux des massifs anciens, de sols sur diorites pour 23 %, de sols sur micaschistes pour 12 %, et de sols sur leucogranite pour 2 %. Sur les plateaux du seuil du Poitou, on trouve essentiellement des sols limoneux sur altérite pour 37 %, des argiles à silex peu profonde pour 13 % et des terres de brandes pour 11 %. Enfin, les vallées étroites et encaissées ne représentent que 1 % du territoire communal.

### Hydrographie
La commune contient 26 km de cours d'eau, avec comme rivière principale :
- la Blourde sur une longueur de 3 km ;
- la Franche Doire sur une longueur de 15 km. C’est une petite rivière qui traverse la commune d’Adriers, d’est en ouest pour se jeter dans la Blourde.

### Climat
Pour des articles plus généraux, voir Climat de la Nouvelle-Aquitaine et Climat de la Vienne.
Historiquement, la commune est exposée à un climat océanique limousin.  
En 2020, Météo-France publie une typologie des climats de la France métropolitaine dans laquelle la commune est exposée à un climat océanique altéré et est dans la région climatique Poitou-Charentes, caractérisée par un bon ensoleillement, particulièrement en été et des vents modérés.
Pour la période 1971-2000, la température annuelle moyenne est de 11,6 °C, avec une amplitude thermique annuelle de 14,5 °C. Le cumul annuel moyen de précipitations est de 872 mm, avec 12,3 jours de précipitations en janvier et 7,2 jours en juillet. Pour la période 1991-2020, la température moyenne annuelle observée sur la station météorologique la plus proche, située sur la commune du Vigeant à 12 km à vol d'oiseau, est de 12,4 °C et le cumul annuel moyen de précipitations est de 781,8 mm,. Pour l'avenir, les paramètres climatiques de la commune estimés pour 2050 selon différents scénarios d’émission de gaz à effet de serre sont consultables sur un site dédié publié par Météo-France en novembre 2022.

## Urbanisme

### Typologie
Au 1er janvier 2024, Adriers est catégorisée commune rurale à habitat dispersé, selon la nouvelle grille communale de densité à sept niveaux définie par l'Insee en 2022.
Elle est située hors unité urbaine et hors attraction des villes,.

### Occupation des sols
L'occupation des sols de la commune, telle qu'elle ressort de la base de données européenne d’occupation biophysique des sols Corine Land Cover (CLC), est marquée par l'importance des territoires agricoles (93 % en 2018), en diminution par rapport à 1990 (93,9 %). La répartition détaillée en 2018 est la suivante : 
prairies (40,7 %), terres arables (27,8 %), zones agricoles hétérogènes (24,4 %), forêts (5,5 %), eaux continentales (0,8 %), zones urbanisées (0,7 %). L'évolution de l’occupation des sols de la commune et de ses infrastructures peut être observée sur les différentes représentations cartographiques du territoire : la carte de Cassini (XVIIIe siècle), la carte d'état-major (1820-1866) et les cartes ou photos aériennes de l'IGN pour la période actuelle (1950 à aujourd'hui).

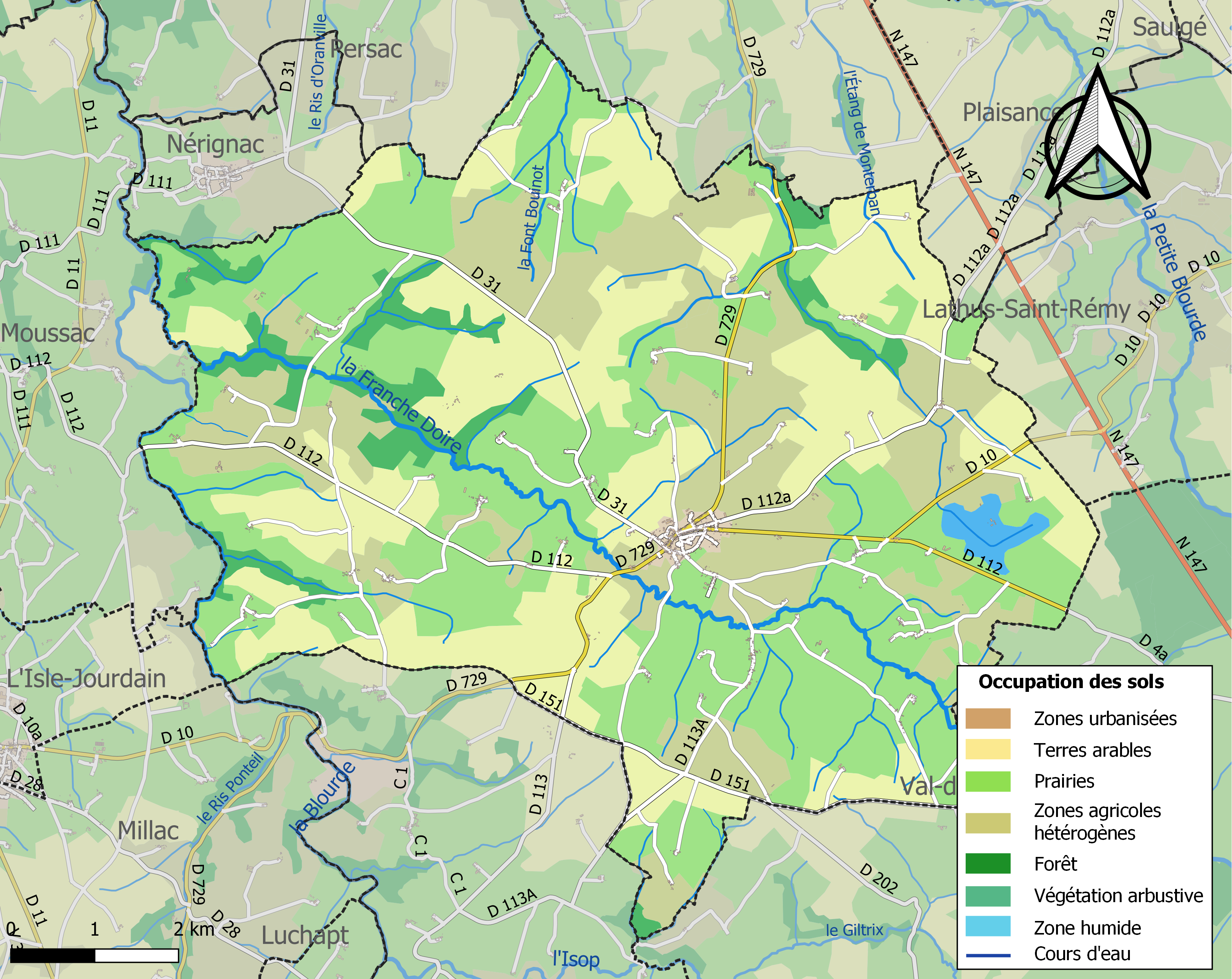
Carte des infrastructures et de l'occupation des sols de la commune en 2018 (CLC).

### Risques majeurs
Le territoire de la commune d'Adriers est vulnérable à différents aléas naturels : météorologiques (tempête, orage, neige, grand froid, canicule ou sécheresse), inondations, mouvements de terrains et séisme (sismicité faible). Il est également exposé à un risque technologique,  le transport de matières dangereuses, et à un risque particulier : le risque de radon. Un site publié par le BRGM permet d'évaluer simplement et rapidement les risques d'un bien localisé soit par son adresse soit par le numéro de sa parcelle.

#### Risques naturels
Certaines parties du territoire communal sont susceptibles d’être affectées par le risque d’inondation par débordement de cours d'eau, notamment la Blourde et la Franche Doire. La commune a été reconnue en état de catastrophe naturelle au titre des dommages causés par les inondations et coulées de boue survenues en 1982, 1983, 1999 et 2010,.

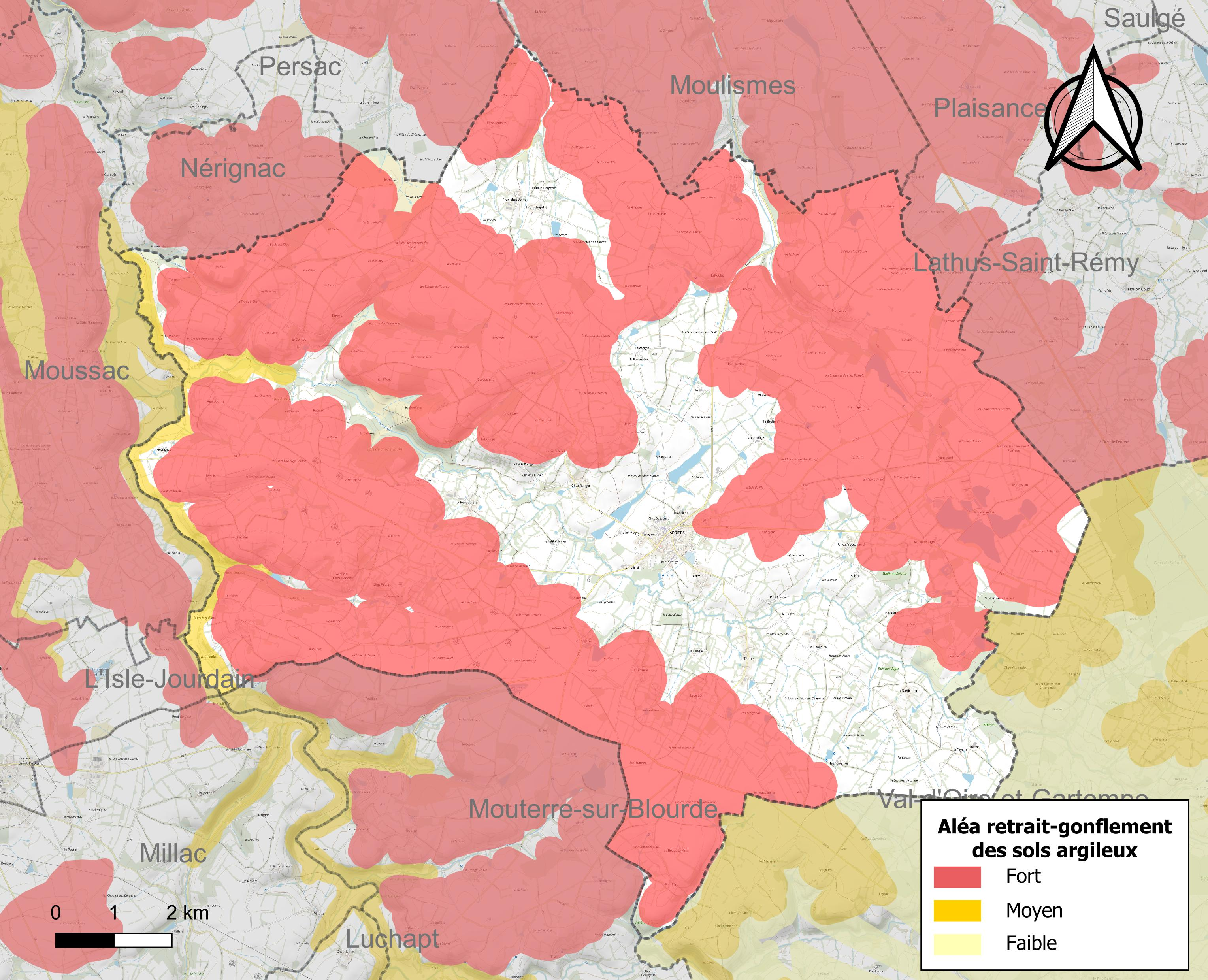
Carte des zones d'aléa retrait-gonflement des sols argileux d'Adriers.

Les mouvements de terrains susceptibles de se produire sur la commune sont des tassements différentiels. Le retrait-gonflement des sols argileux est susceptible d'engendrer des dommages importants aux bâtiments en cas d’alternance de périodes de sécheresse et de pluie. 71,1 % de la superficie communale est en aléa moyen ou fort (79,5 % au niveau départemental et 48,5 % au niveau national). Depuis le 1er octobre 2020, en application de la loi ÉLAN, différentes contraintes s'imposent aux vendeurs, maîtres d'ouvrages ou constructeurs de biens situés dans une zone classée en aléa moyen ou fort,.
La commune a été reconnue en état de catastrophe naturelle au titre des dommages causés par la sécheresse en 1989, 1991, 2016 et 2019 et par des mouvements de terrain en 1999 et 2010.

#### Risque particulier
Dans plusieurs parties du territoire national, le radon, accumulé dans certains logements ou autres locaux, peut constituer une source significative d’exposition de la population aux rayonnements ionisants. Selon la classification de 2018, la commune d'Adriers est classée en zone 3, à savoir zone à potentiel radon significatif.

## Toponymie
Le nom de la localité est attesté dans ce passage écrit « Vicaria Edrinsis in pago Pictavo » vers 927, Vicaria Edrarinsis en 942, dans les archives de l'Abbaye Saint-Junien de Nouaillé-Maupertuis.
Ernest Nègre, dans sa Toponymie générale de la France, p. 825, fait dériver ce toponyme de l'anthroponyme germanique Adreharius.

## Histoire
Des restes de la table d'un dolmen, qui date probablement des temps néolithiques (-6000 à -3000 ans avant Jésus-Christ), ont été découverts dans un champ au-dessous de la ferme de Saint Joseph. Ils confirment une présence humaine très tôt sur le territoire de la commune. Ce dolmen a été inventorié comme ruiné, dans l’inventaire des mégalithes de France concernant le département de la Vienne, publié en 1996. La pierre est, de nos jours, conservée dans le jardin de la propriété.
Des poteries, des morceaux de tuiles, des briques trouvés dans plusieurs sites situés sur le territoire de la commune ainsi que les restes d’un monument funéraire gaulois ou gallo-romain dans un pré au-dessous de la maison bourgeoise autrefois propriété de la famille Bernardeau de Monterban, en face de la porte du cimetière attestent d’une occupation romaine et de l’existence d’habitats et d’activités industrielles (fours) durant la période gallo-romaine.
Au lieu-dit Messignac, on peut encore trouver des restes de douves et de remparts qui témoignent de l’existence en ce lieu d’un château fort durant le Moyen Âge. Durant la guerre de Cent Ans, au centre du bourg, se tenait une place protégée avec des douves, des remparts, une maison forte avec des canonnières, une tour et l’église fortifiée. Cet endroit servait de refuge à la population contre les bandes armées qui dévastaient le pays.
La Celle (petit monastère Grandmontain) d’Entrefins a souffert de pillage sous les guerres de religion. La communauté de Puy Chevrier y trouva malgré tout refuge au début du XVIIe siècle.

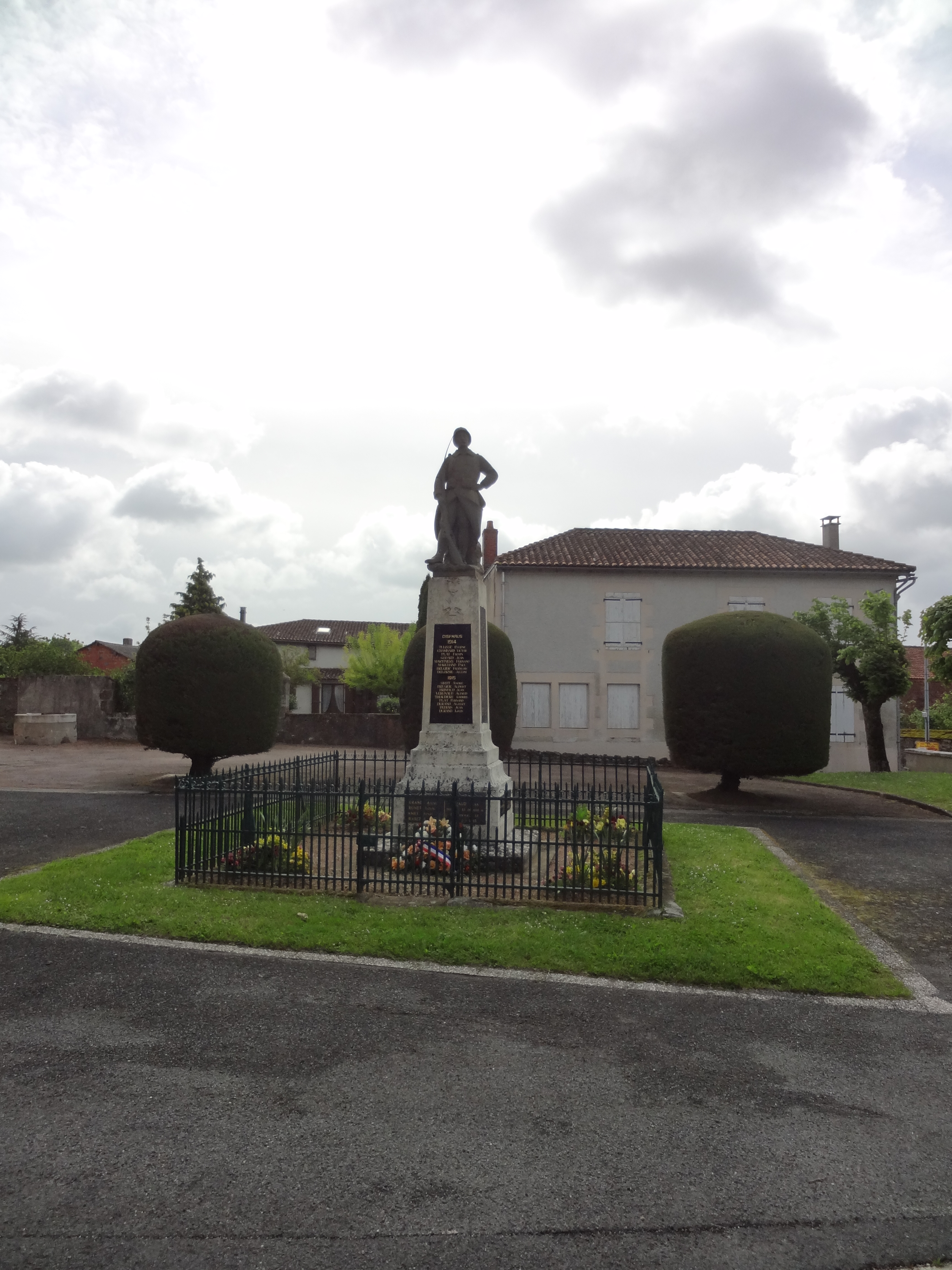
Le monument aux morts d'Adriers a la particularité de recenser à part les disparus.

En 1945, pour fêter la Libération et le retour de la République, un arbre de la liberté est planté (un marronnier).
Après la Seconde Guerre mondiale, l’exode rural massif n’est pas compensé par l’arrivée de quelques anglo-saxons sur le territoire de la commune.

## Politique et administration

### Tendances politiques et résultats
Le résultat de l'élection présidentielle de 2012 dans cette commune est le suivant :
| Candidat       | Candidat                    | Premier tour | Premier tour | Second tour | Second tour |
| Candidat       | Candidat                    | Voix         | %            | Voix        | %           |
| -------------- | --------------------------- | ------------ | ------------ | ----------- | ----------- |
|                | Eva Joly (EÉLV)             | 7            | 1,46         |             |             |
|                | Marine Le Pen (FN)          | 70           | 14,64        |             |             |
|                | Nicolas Sarkozy (UMP)       | 128          | 26,78        | 191         | 41,08       |
|                | Jean-Luc Mélenchon (FG)     | 54           | 11,30        |             |             |
|                | Philippe Poutou (NPA)       | 7            | 1,46         |             |             |
|                | Nathalie Arthaud (LO)       | 6            | 1,26         |             |             |
|                | Jacques Cheminade (SP)      | 0            | 0,00         |             |             |
|                | François Bayrou (MoDem)     | 25           | 5,23         |             |             |
|                | Nicolas Dupont-Aignan (DLR) | 9            | 1,88         |             |             |
|                | François Hollande (PS)      | 172          | 35,98        | 274         | 58,92       |
|                |                             |              |              |             |             |
| Inscrits       | Inscrits                    | 565          | 100,00       | 565         | 100,00      |
| Abstentions    | Abstentions                 | 75           | 13,27        | 67          | 11,86       |
| Votants        | Votants                     | 490          | 86,73        | 498         | 88,14       |
| Blancs et nuls | Blancs et nuls              | 12           | 2,45         | 33          | 6,63        |
| Exprimés       | Exprimés                    | 478          | 97,55        | 465         | 93,37       |

### Liste des maires
| Période                                  | Période   | Identité                | Étiquette | Qualité                                                     |
| ---------------------------------------- | --------- | ----------------------- | --------- | ----------------------------------------------------------- |
| 1947                                     | mars 2001 | André Rideau            | PCF       | Conseiller général du canton de L'Isle-Jourdain (1970-1994) |
| mars 2001                                | mars 2008 | Jacques Dazas           |           |                                                             |
| mars 2008                                | mai 2020  | Philippe Rose           | DVG       | Fonctionnaire, réélu en 2014                                |
| mai 2020                                 | En cours  | Thierry Rolle-Millaguet |           |                                                             |
| Les données manquantes sont à compléter. |           |                         |           |                                                             |

### Instances judiciaires et administratives
La commune relève du tribunal d'instance de Poitiers, du tribunal de grande instance de Poitiers, de la cour d'appel  Poitiers, du tribunal pour enfants de Poitiers, du conseil de prud'hommes de Poitiers, du tribunal de commerce de Poitiers, du tribunal administratif de Poitiers et de la cour administrative d'appel  de  Bordeaux,  du tribunal des pensions de Poitiers, du tribunal des affaires de la Sécurité sociale de la Vienne, de la cour d’assises de la Vienne.

### Services publics
Les réformes successives de La Poste ont conduit à la fermeture de nombreux bureaux de poste ou à leur transformation en simple relais. Toutefois, la commune a pu maintenir le sien.
L'école publique est constituée de deux classes : une classe accueillant les enfants de la petite section au CP (22 élèves rentrée 2015) et une classe accueillant les enfants de CE1 à CM2 (27 élèves en 2015).

## Démographie
Les habitants sont nommés les Adriauds.
En 2022, la commune comptait 701 habitants.
| 1793  | 1800  | 1806  | 1821  | 1831  | 1836  | 1841  | 1846  | 1851  |
| ----- | ----- | ----- | ----- | ----- | ----- | ----- | ----- | ----- |
| 1 416 | 1 480 | 1 090 | 1 366 | 1 392 | 1 560 | 1 595 | 1 615 | 1 750 |

| 1856  | 1861  | 1866  | 1872  | 1876  | 1881  | 1886  | 1891  | 1896  |
| ----- | ----- | ----- | ----- | ----- | ----- | ----- | ----- | ----- |
| 1 833 | 1 768 | 1 762 | 1 872 | 1 917 | 1 972 | 2 016 | 2 010 | 1 978 |

| 1901  | 1906  | 1911  | 1921  | 1926  | 1931  | 1936  | 1946  | 1954  |
| ----- | ----- | ----- | ----- | ----- | ----- | ----- | ----- | ----- |
| 1 899 | 1 901 | 1 832 | 1 631 | 1 597 | 1 506 | 1 595 | 1 516 | 1 359 |

| 1962  | 1968  | 1975 | 1982 | 1990 | 1999 | 2005 | 2006 | 2010 |
| ----- | ----- | ---- | ---- | ---- | ---- | ---- | ---- | ---- |
| 1 167 | 1 042 | 900  | 938  | 833  | 797  | 751  | 745  | 728  |

| 2015 | 2020 | 2022 | - | - | - | - | - | - |
| ---- | ---- | ---- | - | - | - | - | - | - |
| 723  | 711  | 701  | - | - | - | - | - | - |

Adriers a été très touché par l’exode rural. Le principe d’exploitation en métayage d’abord, plus l’apparition de matériels mécaniques  et le remembrement dans les années 1950, ont chassé une partie de la population. À la fin du XIXe siècle Adriers comptait 2 000 habitants. Actuellement on en compte 730 environ.
La diminution de 7 % de la population de la commune  de 1999 à 2006 s’intègre dans une évolution générale à l’ensemble des communes rurales du département de la Vienne. Les zones rurales perdent de leurs habitants au profit d’une vaste région circonscrite autour des deux grandes métropoles du département : Poitiers et Châtellerault, et plus particulièrement au profit des cantons limitrophes de la préfecture.
Les dernières statistiques démographiques pour la commune ont été fixées en 2009 et publiées en 2012 par l’INSEE.  Il ressort que la mairie administre une population totale de 752 personnes. À cela, il faut soustraire les résidences secondaires (23 personnes) pour constater que la population permanente sur la commune est de 729  habitants.
En termes de population, la commune est la 12 206e commune de France, la 507e de Poitou-Charentes et la 121e de la Vienne.
En 2008, selon l’INSEE, la densité de population de la commune était de 11 hab./km2, 61 hab./km2 pour le département, 68 hab./km2 pour la région Poitou-Charentes et 115 hab./km2 en France.
La répartition de la population d'Adriers par sexe en 2007 est, selon l'INSEE, la suivante: 
Le nombre d'hommes habitant en 2007 était de 380.
Le nombre de femmes habitant en 2007 était de 352.
L'évolution des naissances et décès de 1968 à 2007 est la suivante:
Entre 1999 et 2007 : 33 naissances et 74 décès.
Entre 1990 et 1999 : 29 naissances et 88 décès.
Entre 1982 et 1990 : 56 naissances et 106 décès.
Entre 1975 et 1982 : 80 naissances et 102 décès.
Entre 1968 et 1975 : 87 naissances et 109 décès.
La répartition de la population par âge en  1999 et en 2007 est la suivante:
De 0 à 14 ans : 78 habitants (79 en 1999).
De 15 à 29 ans : 81 habitants (130 en 1999).
De 30 à 44 ans : 130 habitants (147 en 1999).
De 45 à 59 ans : 171 habitants (151 en 1999).
De 60 à 74 ans : 156 habitants (163 en 1999).
De 75 ans ou plus : 116 habitants (126 en 1999).
La répartition de la population de la commune par âge et par sexe est, en 2007 selon l'INSEE, la suivante:
De 0 à 19 ans : hommes : 59 et femmes : 49.
de 20 à 64 ans : hommes : 212 et femmes : 185.
de 65 ans et plus : hommes : 109 et femmes 118.
En 2005, selon l'INSEE:
Le nombre de célibataires était de 30,7 % dans la population.
Les couples mariés représentaient 55,7 % de la population.
Les divorcés représentaient 5,5 %.
Le nombre de veuves et veufs était de 8 %.

## Économie

### Emploi
Le taux de chômage, selon le Pôle emploi, était de :
- en 1999, 7,1 % ;
- en 2005, 6,1 % ;
- en 2012, 8,3 %.

Les retraités et les préretraités représentaient 37,9 % de la population en 2005 contre 30,2 % en 1999.
Le taux d'activité était de :
- 67,10 % en 1999 ;
- 71 % en 2005 ;
- 70,40 % en 2012.

Les demandeurs d’emploi en fin de mois de catégories ABC au 31 décembre 2010, sont au nombre de 27 (29 au 31 décembre 2011 selon Pôle Emploi) : 5 ont moins de 25 ans, 16 ont entre 25 et 49 ans et 6 ont plus de 50 ans.

### Les activités
Selon l'Insee, le nombre d'établissements actifs au 31 décembre 2010 étaient de 110 :
- la part essentielle se trouve dans l'activité agricole : 51,80 % ;
- l'industrie représente 5,50 % des sociétés ;
- la construction représente 7,30 % ;
- le commerce, les transports et les services divers correspondent à 29,10 % des sociétés ;
- l'administration publique, l'enseignement, la santé et l'action sociale : 6,40 %.

#### L'agriculture
Essentiellement agricole, la  commune a vu l’élevage ovin dominer cette activité. Quelques éleveurs se sont également spécialisés dans la race bovine limousine, cependant que d’autres exploitants se sont dirigés vers les céréales, transformant le paysage de bocage qui prévalait jusqu’alors.
À part les hameaux où l’on trouvait quelques petites propriétés, les domaines agricoles, jusqu’à la fin de la Seconde Guerre mondiale, étaient exploités très majoritairement en métayage. Des propriétaires possédaient une ou plusieurs fermes nées des grands défrichements des XVIIIe et XIXe siècles. Les surfaces des exploitations allaient de 60 hectares à 100 hectares. Une propriété, la Combe, comprenant 18 métairies comptait plus de 1 200 hectares d’un seul tenant autour du château. Actuellement, avec la mécanisation, il y a une tendance au regroupement de terres pour créer de grandes exploitations.  Il n’y a plus, de nos jours, qu’une soixantaine d’exploitations individuelles ou sociétaires. Quelques établissements agricoles ont cherché à se diversifier : élevage d’escargots, de cervidés, maraîchage biologique, pisciculture
Selon la Direction régionale de l'Alimentation, de l'Agriculture et de la Forêt de Poitou-Charentes, il n'y a plus que 50 exploitations agricoles en 2010 contre 65 en 2000.
Les surfaces agricoles utilisées sont restées identiques : 5 870 hectares en 2010 comme en 2000. 28 % sont destinées à la culture des céréales (blé tendre, orge et maïs), 32 % pour le fourrage, 8 % pour les oléagineux (tournesol et colza), 1 % pour les protéagineux (pois) et 25 % reste en herbes.
L'élevage d'ovins, malgré un déclin certain est encore dominant (10 968 têtes en 2010 contre 20 878 en 2000). Cette évolution est conforme à la tendance globale du département de la Vienne. En effet, le troupeau d’ovins, exclusivement destiné à la production de viande, a diminué de 43,7 % de 1990 à 2007. La commune abrite aussi un élevage de bovins (2 480 têtes en 2010 contre 1 860 en 2000). C’est un des importants troupeaux de bovins de la Vienne qui rassemblent 48 000 têtes en 2011.

#### Les autres activités économiques
À la fin du XVIIIe siècle et au XIXe, on trouvait à Adriers différents autres métiers comme des aubergistes, des cafetiers, boulangers, marchands de tissus, cordonniers, épiciers, bouchers, maréchaux-ferrants, charrons, maçons, sabotiers, tonneliers, menuisiers, charpentiers. Jusque vers les années 1950, l’activité était intense, puis avec le temps elle a peu à peu diminué jusqu’à disparaître complètement pour certains métiers. Cependant, le bourg s’est développé au détriment de la campagne où beaucoup de lieux-dits sont aujourd’hui abandonnés, ou ruinés ou disparus.
Actuellement, l’établissement de soins et d’aide par le travail (ESAT, André-Rideau), anciennement centre d’Aade par le travail (CAT), emploie de nombreux salariés au service des personnes handicapées.
Autrefois, une foire mensuelle se tenait le trois du mois, où on pouvait vendre des cochons, des volailles, des lapins et où on pouvait acheter tissu, quincaillerie, vêtements, chaussures. Une fête annuelle ou « Assemblée de la Fête Dieu », réunissait jeunes et vieux autour de manèges et d’un parquet où se donnait un bal musette.

## Culture locale et patrimoine

### Lieux et monuments

#### Le patrimoine religieux

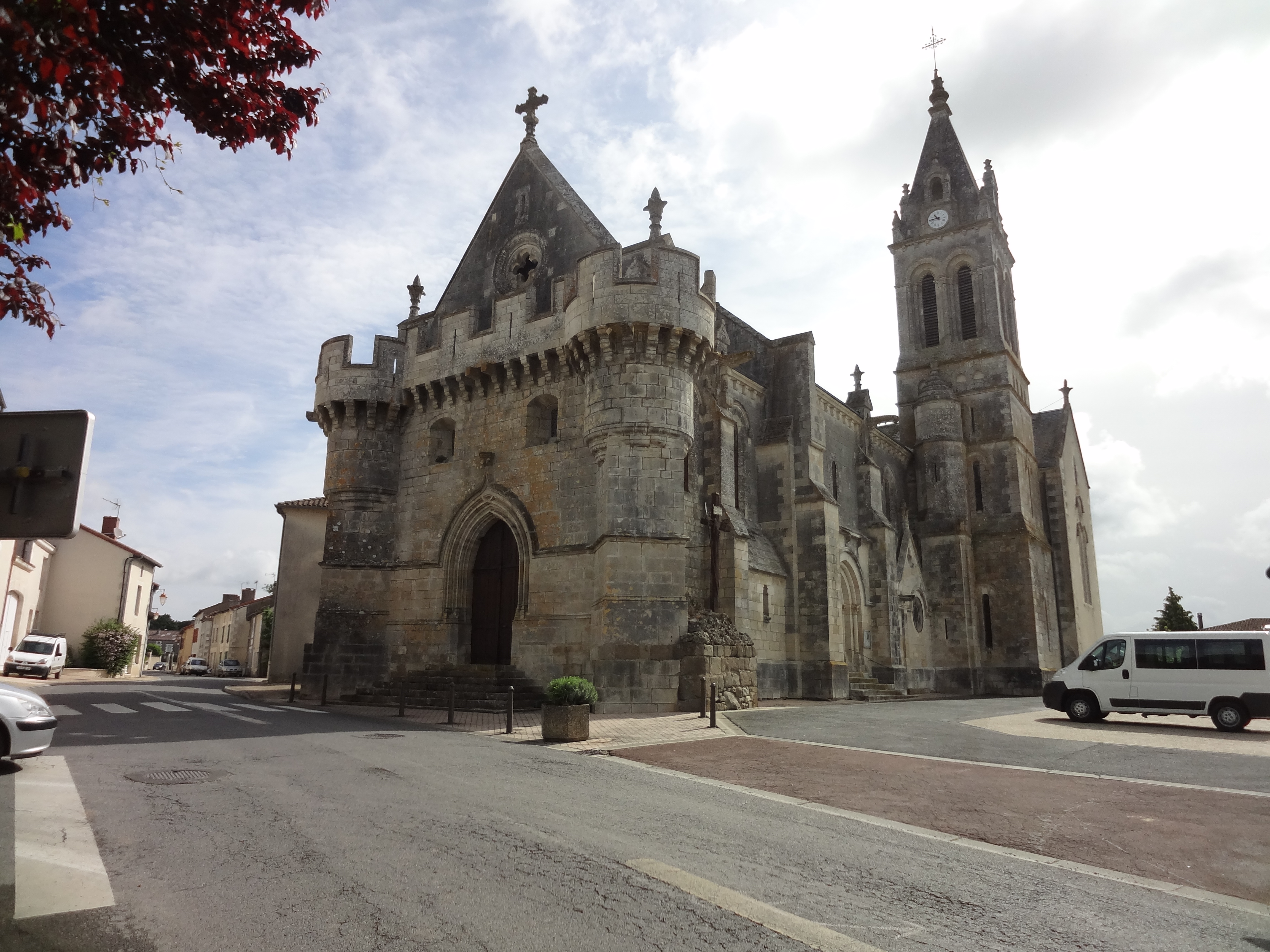
Église Saint-Hilaire.

- Église Saint-Hilaire[31]. Elle est inscrite à l'Inventaire général du patrimoine culturel[32].
- Chapelle dédiée à saint Étienne de Muret à Entrefins. Située sur la route de Plaisance, elle rappelle en ce lieu la présence d’un monastère de l’ordre de Grandmont élevé au milieu du XIIe siècle sur les terres données par le chevalier Boson, seigneur de l’Isle-Jourdain. Il fut détruit au XVIIIe ou au XIXe siècle. La chapelle fut bâtie entre 1871 et 1875 avec des éléments récupérés de l’ancien prieuré. Elle fut et reste un lieu de pèlerinage et de « voyages », saint Étienne de Muret étant réputé pour guérir certaines maladies.

#### Le patrimoine civil

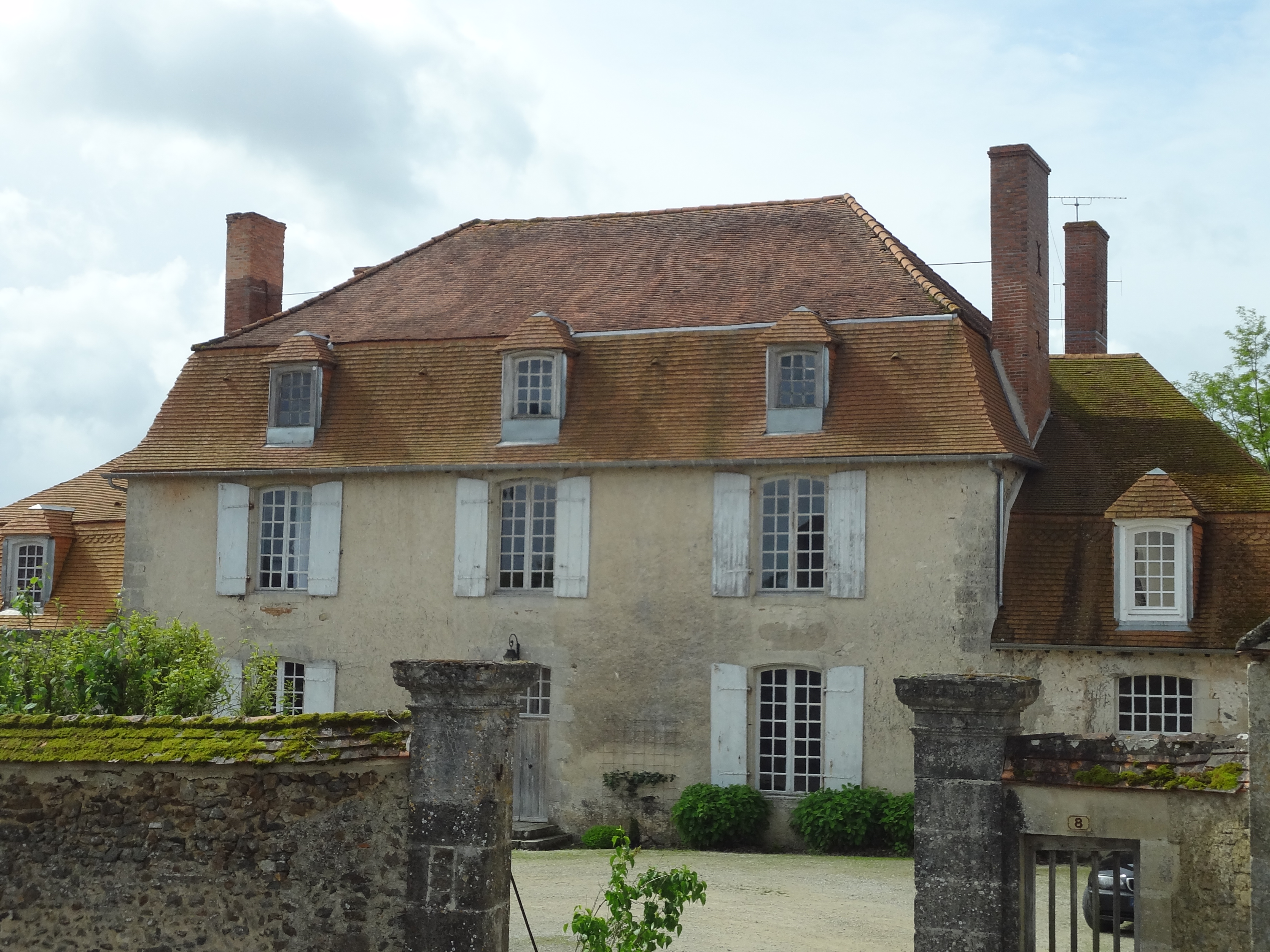
Maison d'Adriers.

- Le « Château Branlant ». C’est la plus ancienne des demeures bourgeoises. Elle présente les caractères d’une maison forte datant de la fin du XVIe siècle, avec ses murs très épais et ses canonnières. Elle possède également une fenêtre à meneaux de bois datant de la Renaissance. Elle servit de presbytère lors de la révolution de 1789, comme en témoignent des fresques à l’intérieur. De nos jours, c'est une propriété privée.
- Le logis Saint-Pierre. Le chapitre de Saint-Pierre du Dorat était seigneur châtelain d’Adriers. On retrouve les premières mentions vers le début du Xe siècle, dans les archives de l’abbaye de Nouaillé. Un magnifique logis, le logis Saint-Pierre, a été construit en 1756. Il prit la suite d'un édifice plus ancien bordant la route. Actuellement, le logis abrite une pharmacie.
- L’ancien presbytère de 1832. Le style de construction choisi fut celui qui, depuis la fin du XVIIe siècle, dominait autant pour les maisons de maître que pour les demeures nobles. Un corps central à deux niveaux, flanqué de deux pavillons porteurs chacun d’un étage aménagé, le tout coiffé d’une toiture à la Mansart, ouverte par de belles et hautes lucarnes annonçant le rang social de l’occupant.
- Hôpital-hospice Lapierre. À la suite de la donation de la famille Garestier-Lapierre aux pauvres d’Adriers, fut construit un hôpital hospice par un architecte de Poitiers, Jean-Baptiste Perlat. Il comprenait (et comprend toujours), un corps de logis flanqué de deux pavillons de même profondeur. Les ouvertures sont surmontées d’impostes en plein cintre sur encorbellements, les parements en pierre de taille moulurée donnent fière allure à l’ensemble. Il abrite actuellement l’établissement de soins et d’aide par le travail, André-Rideau. (ESAT) Il est la propriété du centre communal d’action sociale. (CCAS).
- Château de Monterban. Il date du XIXe siècle. Il est, de nos jours, en ruines.
- Château de la Combe. C'est un château moderne, à l’architecture classique rigoureuse. Il date du premier tiers du XIXe siècle. Il a été agrandi et modifié vers 1930. Il possède une chapelle funéraire.
- Cimetière protestant de Royoux. Non loin du lieu-dit Royoux quatre tombes évoquent la présence d’une famille protestante en ce lieu. La famille Guérin a été propriétaire de Royoux et quatre de ses membres reposent dans ce petit cimetière. Depuis un édit de Louis XIV en 1666, les fidèles de la nouvelle religion, s’étaient vu refuser l’accès aux cimetières communaux. La tradition s’est conservée d’une inhumation à part. Le lieu est privée.
- Château de Messignac. Le château est composé d’un vaste corps de logis flanqué de chaque côté de deux avant-corps. De facture classique, on remarque d’abord ses proportions harmonieuses dans ses façades Est et Ouest. Les restes de douves et de murs attestent d’un site beaucoup plus ancien, ce sont là des traces d’un château fort, cité à la fin du XIIIe siècle. Il a reçu d’importantes réparations sous le Premier Empire, sans entraîner une modification de son aspect.

#### Le patrimoine naturel
L’étang de Monterban est une zone classée d’intérêt écologique, faunistique et floristique (ZNIEFF). Les « terres froides », déjà situé sur le socle primaire du Massif central et qui annonce les basses montagnes limousines toutes proches, occupe le territoire de la commune. Sur les sols pauvres, limoneux et acides surmontant ces massifs anciens, un paysage de bocage s’est constitué au cours des siècles, dominé par les herbages voués au pâturage bovin ou ovin extensif. L’eau y est omniprésente sous la forme de nombreux ruisselets et étangs plus ou moins artificialisés selon leur origine et leur vocation. L’étang de Monterban est une de ces nombreuses pièces d’eau émaillant le bocage : situé sur un plateau à près de 200 mètres d’altitude, en tête de réseau hydrographique, il jouxte un reste de lande haute à "brande", habitat autrefois omniprésent dans toute cette région comme l’atteste la toponymie, mais victime de décennies de reconversion agricole et qui ne subsiste plus aujourd’hui que sous la forme de lambeaux. Ce complexe d’habitats naturels lande-étang contraste avec la nature très intensifiée des alentours, où de nombreuses anciennes prairies du bocage ont été transformées récemment en cultures.
Les eaux acides de l’étang sont occupées par des herbiers flottants du Myriophylle à fleurs alternes, un hydrophyte rare dans la région, alors que la flore des rives comprend de nombreuses plantes caractéristiques de ces milieux en région atlantique et adaptées aux variations saisonnières du niveau de l’eau, telles que le Millepertuis des marais, le Flûteau fausse-renoncule ou l’Ache inondée. Les zones de sol organique dénudé en périphérie de l’étang ou au sein de la lande humide abritent, quant à elles, des micro-pelouses où se localisent de petites espèces annuelles rares comme la Cicendie filiforme et la Grassette du Portugal. Mais l’élément le plus remarquable du site est probablement la présence de l’Avoine de Thore, une grande graminée de près de 1,5 m de haut, originaire de la péninsule Ibérique et fréquente dans le Sud-Ouest de la France – l’étang de Monterban constituant une de ses localités les plus nord orientales. Découverte en 1850 par le botaniste James Lloyd, auteur d’une très importante Flore de l’Ouest de la France, la station d’Avoine de Thore a subi de nombreuses vicissitudes avec le défrichement quasi général des brandes entourant l’étang. La population de l’espèce se limiterait de nos jours à quelques pieds réfugiés sur un talus bordant un chemin.
Selon l'Inventaire des arbres remarquables de Poitou-Charentes, il y a un arbre remarquable sur la commune qui est un pin Douglas.

### Personnalités liées à la commune
Eloi David, Ingénieur Icam de Nantes promotion 124.
Catherine Barthélémy, Pédopsychiatre spécialisée dans l'autisme et présidente de l'Académie nationale de médecine.